# Hoa hậu Hoàn vũ 1956
Hoa hậu Hoàn vũ 1956 là cuộc thi Hoa hậu Hoàn vũ lần thứ 5 được tổ chức vào ngày 20 tháng 7 năm 1956 tại Nhà hát Thính phòng Long Beach ở Long Beach, California, Hoa Kỳ. Cuộc thi có tổng cộng 30 thí sinh tham gia với vương miện thuộc về người đẹp nước chủ nhà. Hoa hậu Mỹ Carol Morris, 19 tuổi đã giành chiến thắng trong cuộc thi này và được trao vương miện bởi Hoa hậu Hoàn vũ 1955 Hillevi Rombin đến từ Thụy Điển.

## Kết quả

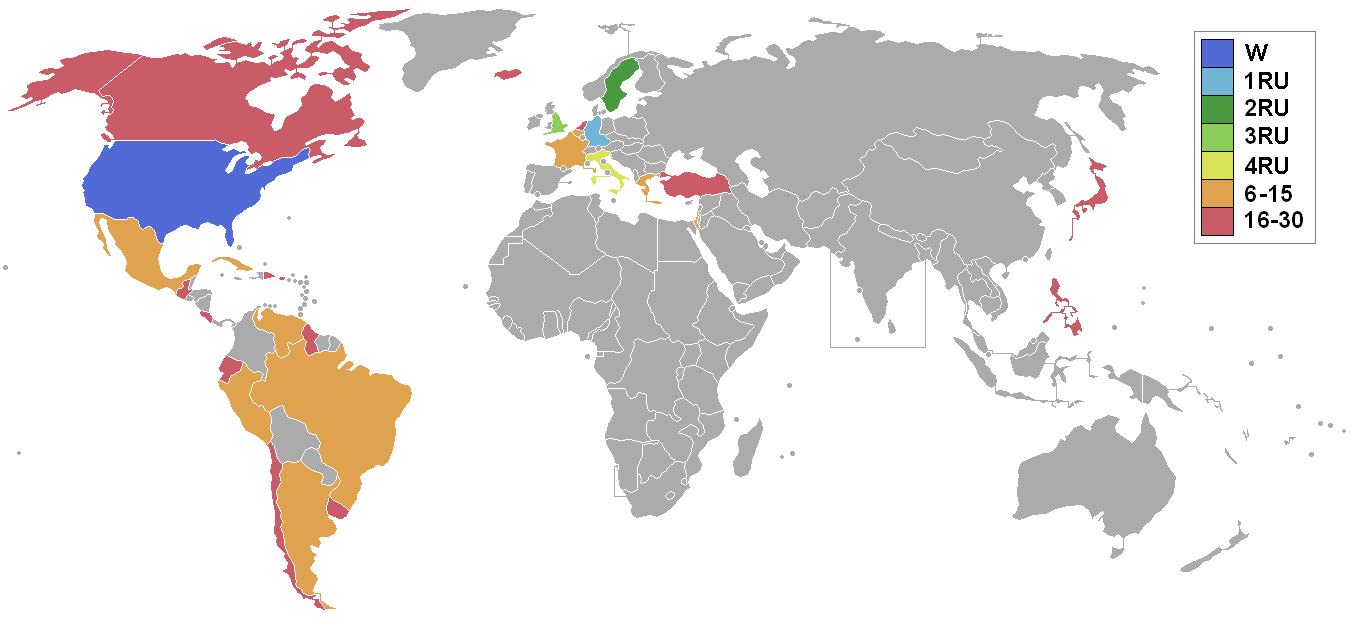
Các nước và vùng lãnh thổ tham gia Hoa hậu Hoàn Vũ 1956 và kết quả.

### Thứ hạng
| Kết quả              | Thí sinh |
| -------------------- | --- |
| Hoa hậu Hoàn vũ 1956 | - Hoa Kỳ – Carol Morris |
| Á hậu 1              | - Đức – Marina Orschel |
| Á hậu 2              | - Thụy Điển – Ingrid Goude |
| Á hậu 3              | - Anh – Iris Alice Kathleen Waller |
| Á hậu 4              | - Ý – Rossana Galli |
| Top 15               | - Argentina – Ileana Carré - Bỉ – Lucienne Auquier - Brazil – Maria José Cardoso - Cuba – Marcia Rodríguez - Pháp – Anita Treyens - Hy Lạp – Rita Gouma - Israel – Sara Tal - Mexico – Erna Marta Bauman - Perú – Lola Sabogal Morzán - Venezuela – Blanca Heredia |

### Các giải thưởng đặc biệt
| Giải thưởng        | Thí sinh                         |
| ------------------ | -------------------------------- |
| Hoa hậu Thân thiện | - Costa Rica – Anabella Granados |
| Hoa hậu Ảnh        | - Đức – Marina Orschel           |
| Hoa hậu Diễu hành  | - Hoa Kỳ – Carol Morris          |

## Hội đồng Giám khảo
- Claude Berr
- Max Factor
- Betty Jones
- Tom Kelley
- Dorothy Kirsten
- James H. Noguer
- Robert Palmer
- Vincent Trotta
- Alberto Vargas
- Earl Wilson

## Thí sinh tham gia

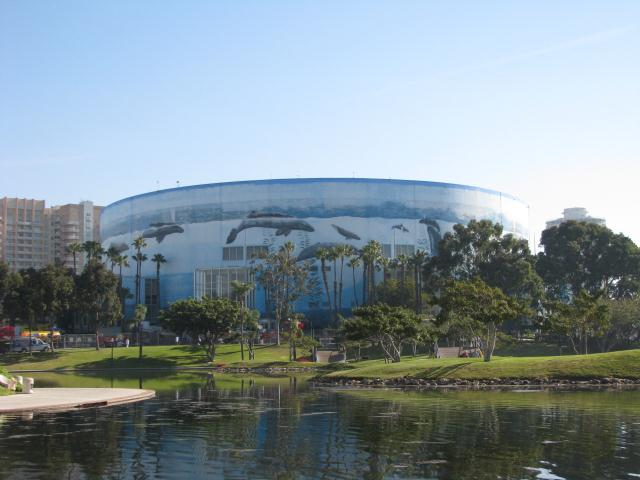
Nhà hát Thính phòng Long Beach, địa điểm chính thức diễn ra cuộc thi Hoa hậu Hoàn vũ 1956.

Cuộc thi có tổng cộng 30 thí sinh tham gia:
| Quốc gia/Lãnh thổ | Thí sinh                   |
| ----------------- | -------------------------- |
| Alaska            | Barbara Maria Sellar       |
| Argentina         | Ileana Carré               |
| Bỉ                | Lucienne Auquier           |
| Brazil            | Maria José Cardoso         |
| Guiana (Anh)      | Rosalind Iva Joan Fung     |
| Canada            | Elaine Bishenden           |
| Chile             | Concepción Obach Chacana   |
| Costa Rica        | Anabella Granados          |
| Cuba              | Marcia Rodríguez           |
| Cộng hòa Dominica | Olga Fiallo Oliva          |
| Ecuador           | Mercedes Flores Espín      |
| Anh               | Iris Alice Kathleen Waller |
| Pháp              | Anita Treyens              |
| Đức               | Marina Orschel             |
| Hy Lạp            | Rita Gouma                 |
| Guatemala         | Ileana Garlinger Díaz      |
| Hà Lan            | Rita Schmidt               |
| Iceland           | Guðlaug Guðmundsdóttir     |
| Israel            | Sara Tal                   |
| Ý                 | Rossana Galli              |
| Nhật Bản          | Yoshie Baba                |
| Mexico            | Erna Marta Bauman          |
| Peru              | Lola Sabogal Morzán        |
| Philippines       | Isabel Escobar Rodriguez   |
| Puerto Rico       | Paquita Vivo               |
| Thụy Điển         | Ingrid Goude               |
| Thổ Nhĩ Kỳ        | Can Yusal                  |
| Uruguay           | Titina Aguirre             |
| Hoa Kỳ            | Carol Morris               |
| Venezuela         | Blanca Heredia             |

## Chú ý

### Lần đầu tham gia
- Guiana (Anh)
- Cộng hòa Dominica
- Hà Lan
- Iceland

### Trở lại
- Lần cuối tham gia vào năm 1953:
  -  Thổ Nhĩ Kỳ
- Lần cuối tham gia vào năm 1954:
  -  Peru

### Thay thế
- Philippines – Edith Noble Nakpil được thay thế bởi Isabel Escobar Rodriguez.

### Bỏ cuộc
- Ceylon
- El Salvador
- Honduras
- Hàn Quốc
- Liban
- Nicaragua
- Na Uy
- Tây Ấn

### Không tham gia
- Phần Lan – Mirva Orvokki Arvinen